# Саката, Такэфуми
Такэфуми Саката (яп. 坂田健史 Саката Такэфуми, род. 29 января 1980, Аки, Хиросима, Япония) — японский боксёр-профессионал, выступающий в наилегчайшей (Flyweight) весовой категории. Чемпионом мира по версии WBA, 2007—2008.

## Профессиональная карьера
Трижды встречался с венесуэльцем Лоренсо Пара в чемпионских боях. Дважды проиграл по очкам близким решением, в третьем бою взял реванш нокаутом и завоевал титул чемпиона мира.
В январе 2007 года победил по очкам Роберто Васкеса.
В сентябре 2010 года провёл последний бой, в котором проиграл по очкам японцу Дайки Камэде.